# Georg Ludwig Geis
Georg Ludwig Geis (* vor 1620 in Ortenberg; † vor Mai 1672 in Selters oder Ortenberg) war zunächst Amtmann im Amt Ortenberg, dann Oberschultheiß in der Ganerbschaft Lindheim. Sein Name ist vor allem mit der dortigen Hexenverfolgung verbunden.

## Familie
Georg Ludwig Geis war Sohn von Ludwig Geis, Amtmann in Ortenberg. Die Familie war lutherisch. Nach dem Tod des Vaters übernahm Georg Ludwig Geis dessen Amt vor 1646 bis 1662. Spätere Beschwerden über seine Prozessführung stellen fest, dass er Rechtswissenschaft nie studiert habe.